# 穆罕默德·本·法赫德
穆罕默德·本·法赫德·本·阿卜杜勒·阿齐兹·阿苏德王子（阿拉伯语：‎，1950年1月4日—2025年1月28日）是已故沙特阿拉伯国王法赫德·本·阿卜杜勒·阿齐兹·阿苏德的二儿子。他是沙特阿拉伯王室家族第二代中最显赫的人物之一。默罕默德·本·法赫德王子出生于利雅得，在Model Capital Institute接受普通教育。回历1360年/公元1941年，国王阿卜杜勒·阿齐兹·本·阿卜杜勒·拉曼·本·费萨尔·阿苏德创建了该学院，教授他的王子们学习古兰经、伊斯兰神学、阿拉伯语言、文学和数学。该学院聘用精英学者为皇家子弟授课，许多优秀的王子从学院毕业后，被委以重任，担任公共领导职务。
默罕默德·本·法赫德王子继续进入加州大学圣芭芭拉分校接受大学教育，获得了经济学和政治学双学士学位。毕业后，他进入私营企业工作，后又担任多个公共职务。
他迎娶了公主殿下贾瓦尔·本特·纳伊夫·本·阿卜杜勒·阿齐兹，生有六个儿女：图尔基王子（1979年）、卡勒德王子（1984年）、阿卜杜勒·阿齐兹王子（1991年）、诺芙公主（1975年）、诺拉公主（1981年）和马歇尔公主（1988年）。默罕默德·本·法赫德王子热衷于各种社会和人文活动。他组织发起了多个项目计划，一直为各个社会领域服务，并参与沙特阿拉伯王国及其他国家和地区的人文发展事务。部分项目计划包括：默罕默德·本·法赫德王子青年发展计划，获得了2002年迪拜国际改善居住环境最佳范例奖和2007年沙迦义工奖。默罕默德王子成立了一个基金会，集中管理所有项目计划。
默罕默德·本·法赫德王子还提出了在沙特阿拉伯东部省创建一所国际标准级私立大学的构想，并且为该大学提供所有必需的支持、指导和监督，促使它顺利运营。东部省的人们将其命名为默罕默德·本·法赫德王子大学，以纪念这位王子殿下的奉献和支持。在纪念王子治理东部省25周年之际，东部省的人们献上了一部著作，题为：默罕默德·本·法赫德·本·阿卜杜勒·阿齐兹王子：东部省25周年史。该著作描述了王子对东部省的构想，介绍了他担任的公共职务，阐述了他对政府成长和发展计划采取的创新方法。

## 青少年时期
默罕默德·本·法赫德王子是已故国王法赫德·本·阿卜杜勒·阿齐兹·阿苏德的二儿子。他出生在利雅得，与父亲及母亲（已故公主阿尔阿诺德·本特·阿卜杜勒·阿齐兹·本·穆萨伊德·阿苏德）生活在一起。
默罕默德·本·法赫德王子在两大神圣清真寺守护者法赫德·本·阿卜杜勒·阿齐兹国王学校接受学校教育。该校是已故开国国王阿卜杜勒·阿齐兹·本·阿卜杜勒·拉曼·阿苏德学校的附属学校。通过良好的学校教育，他掌握了出众的技能，为承担将来等待着他的更高级责任做好了准备。

## 父亲：已故国王法赫德
两大神圣清真寺守护者，已故国王法赫德·本·阿卜杜勒·阿齐兹·本·阿卜杜勒·拉曼·阿尔费萨尔·阿苏德于1921年生于利雅得，在多位著名学者和父亲（善良的阿卜杜勒·阿齐兹·本·阿卜杜勒·拉曼·阿苏德）亲自教导下接受初级教育。
法赫德国王年幼时便因其孜孜不倦的学习精神和强烈的责任感而闻名。
1982年，已故国王法赫德继承王位，他始终秉承开国国王阿卜杜勒·阿齐兹的领导风格及其建国兴邦的理念。
在已故国王法赫德·本·阿卜杜勒·阿齐兹统治期间，沙特阿拉伯王国的经济和社会实力显著增强，沙特人民的生活标准和生活水平明显提高。他在统治期间获得的重要成就还包括颁布沙特宪法，推行舒拉制度，建立各省级行政区。这些制度和体系均以伊斯兰教法（沙里亚）为基础。伊斯兰教法是沙特国家、沙特社会及其风俗习惯的身份象征。
他凭借卓越的政治智慧，使沙特阿拉伯王国逐渐走向阿拉伯和伊斯兰世界的领导地位。沙特政策被公认为能够有效、实际、实用地解决所有重要的阿拉伯和伊斯兰问题。

## 家族成员

### 妻子
贾瓦尔·本特·纳伊夫·本·阿卜杜勒·阿齐兹·阿苏德公主 

### 儿子
- 图尔基王子：迎娶贾瓦尔·本特·图尔基·本·阿卜杜拉·本·默罕默德·阿苏德公主，有三个女儿（诺芙、卢卢阿和诺拉）
- 卡勒德王子
- 阿卜杜勒·阿齐兹王子
- 诺芙公主嫁给了阿卜杜勒·阿齐兹·本·默罕默德·本·萨德·阿苏德王子，有两个儿子（法赫德和纳伊夫）[7]
- 诺拉公主嫁给了默罕默德·本·图尔基·本·阿卜杜拉·本·阿卜杜勒·拉曼·阿苏德王子，有两个女儿（阿尔阿诺德和法赫达）
- 马歇尔公主嫁给了苏尔坦·本·班达·阿尔费萨尔·本·阿卜杜勒·阿齐兹·阿苏德王子，有三个女儿（丽玛、苏丹娜和阿尔贾瓦尔）

## 教育和职务
默罕默德·本·阿卜杜勒·阿齐兹王子在Model Capital’s Institute上中小学，后又进入加州大学圣芭芭拉分校，获得了经济学和政治学双学士学位。他在美国的教育经历对他来说是一笔非常宝贵的财富，使他开阔了国际视野，熟悉西方视角下的经济和政策优秀实践，丰富了他在私营企业和国有部门的实践经验。
从大学毕业后，默罕默德王子先是进入私营企业工作，不久后又陆续担任过多个政府职务。他被任命为内政助理副部长，一直到1985年出任沙特阿拉伯王国东部省省长。

## 奖项
王子穆罕默德本法赫德本·阿卜杜勒阿齐兹·沙特获得公共服务程度的名誉博士学位UCF：佛罗里达中央在美利坚合众国的大学颁发的项目管理机构的创始人和它的信托委员会王子殿下穆罕默德本法赫德·本·阿卜杜拉齐兹主席名誉博士学位。从UCF总统正式信函指出，荣誉学位是颁发给HRH，以表彰他在沙特阿拉伯王国和国际教育与发展进步作出了重大贡献。它进一步指出，HRH的慈善工作以及他取得的成就作出了积极和持久的标志，也是它促进国际理解与合作。该PMU社区感到自豪的是我们大学的创始人已被国际知名大学认可为他的教育和发展做出突出贡献，并颁发此荣誉博士学位。

## 担任东部省省长期间的活动
默罕默德王子在私营企业工作和长期在政府职能部门服务的经历融合成了独特宝贵的经验，因而能够结合一切公共服务和民间力量，为共同的目标而努力，那就是为东部省人民服务。
因此，自1985年开始治理东部省以来，默罕默德王子构想出了一套明确清晰的治理方式。该构想主要分为两个层面：第一个层面是作为省长，确保实施针对该省份的国家计划和发展项目；第二个层面是作为王子，充分激励整个地区的各个行业和各种社会角色保证整个省份的可持续发展。 
该构想由三个主要支柱提供支持：
- 作为一个成功的省长，他所贡献的服务和做出的成就超出了个人的本职范围。
- 社会各行各业相辅相成或可持续发展。
- 青年是国家未来的支柱。
- 社会发展通过集体努力和社会责任得以实现。
- 科学研究为做出明智决策提供支持。
- 妇女顶起半边天，她们承担的角色应当反映出这一事实。
- 东部省是海湾地区的工业中心。
- 改善民办教育为公办教育提供支持。

默罕默德·本·法赫德·本·阿卜杜勒·阿齐兹王子任东部省省长期间，他所做出的成就涵盖该地区的各个发展领域，包括：
- 改善基础设施，主要包括道路和电力
- 发展工业，包括石油工业、基础工业和建设工业城市
- 港口和铁路现代化建设
- 支持商业和服务业
- 支持旅游休闲业
- 支持医疗保健服务业
- 支持农业
- 发展教育
- 支持城市发展

## 默罕默德·本·法赫德王子人文发展基金会
默罕默德·本·法赫德·本·阿卜杜勒·阿齐兹王子对社会事务有极大的兴趣，因而发起了多项项目计划，致力于解决和帮助克服社会问题。
默罕默德·本·法赫德王子不仅仅关注于人文发展领域。而是全面涉足多个领域。他关注人文发展，支持科技创新，关怀特殊需求人群和社会弱势群体。
为此，他启动了相关项目，为他们谋取一切基本生活必需品福利，过上舒适的正常生活。此外，还提出了其他各种项目计划。如此一来，便需要成立一个综合性机构，为社会提供人文服务，因此，“默罕默德·本·法赫德·本·阿卜杜勒·阿齐兹人文发展基金会”顺势而生。 该基金会旨在探索创新方案，解决人文问题。基金会管理下的项目计划旨在确定这些问题的性质，同时确定便捷的解决方案以及在目标群体中的运用方式。该基金会为沙特阿拉伯王国及其他国家和地区的人文发展提供支持。
该基金会管理多项项目计划，涵盖各个领域。其中包括：

## 青年发展
出于对青年问题的关注，默罕默德·本·法赫德王子启动了一项计划，即“默罕默德·本·法赫德王子青年发展”计划。王子希望该项计划能够响应男性和女性青年的需求，顺应国际趋势。年轻人求助于该计划，帮助他们满足需求，勇敢面对问题和困难。该计划在默罕默德·本·法赫德王子的支持下，为上千名年轻人提供培训和就业机会，并且创立了多个社团和孵化中心，帮助他们施展天赋，支持创新。该计划获得了2002年迪拜国际改善居住环境最佳范例奖和2007年沙迦义工奖。

## 经济适用房
默罕默德·本·法赫德王子启动了“默罕默德·本·法赫德·本·阿卜杜勒·阿齐兹经济适用房项目”，捐赠住房建设用地。该项目旨在建设住宅区，提供给需要的人们，改善他们的居住条件。

## 调查研究
默罕默德·本·法赫德王子调查与战略研究计划。
默罕默德·本·法赫德王子提出了一个特别构想，即开展国际合作，就存在的问题达成一致谅解，并共同开展调查研究，确定挑战和可行机遇。在王子殿下对国际合作的强烈支持下，“默罕默德·本·法赫德王子调查与战略研究计划”在美国中佛罗里达大学成立。该计划旨在解决被认为具有重要意义的广泛领域，包括：文化和学术交流、战略研究及双边利益研究。该计划由默罕默德·本·法赫德王子大学和中佛罗里达大学共同管理，2012年正式启动。

## 教授席位
默罕默德·本·法赫德王子支持在各所大学设立教授席位，负责开展研究，以便制定有效的决策，攻克难题，提高成就，包括：
- 加州大学圣芭芭拉分校研究中心的阿卜杜勒·阿齐兹国王伊斯兰教授席位。[13]
- 利雅得伊玛目默罕默德·伊本·萨德伊斯兰大学义工研究中心的默罕默德·本·法赫德王子教授席位。[14][15]
- 利雅得伊玛目默罕默德·伊本·萨德伊斯兰大学的默罕默德·本·法赫德王子青年计划教授席位。[16]
- 达曼大学城市和地区研究中心的默罕默德·本·法赫德王子教授席位。[17][18]

## 妇女发展
默罕默德·本·法赫德王子发起了多项支持妇女权利的项目计划，帮助妇女在为家庭和社会服务的同时实现个人志向。
默罕默德·本·法赫德王子人文发展基金会在女性发展领域获得了无数成就，例如： 
- 苏尔坦·本·阿卜杜勒·阿齐兹王子女性发展基金

成功地为由女性发起的多个小规模项目提供了资金。
- 贾瓦尔·马歇尔·阿尔凯尔公主中心

帮助年轻女性获得就业资格，促使她们勇敢面对生活。
- 诺芙·本特·默罕默德公主职业女性支持基金

旨在为职业女性提供心理和精神支持，根据工作场所需求为她们提供适合岗位需求的相关培训，帮助他们发展职业技能和知识。
- “MAHARA”计划资格女孩

该计划旨在提供计算机技能和英语语言培训，帮助她们获得信息计划相关工作。
- 默罕默德·本·法赫德王子青年发展计划（女性办公室）

推出各种不同类型的服务，为女性提供技能培训和资格鉴定，帮助她们解决生活需求。

## 关怀特殊需求人群
- 苏尔坦·本·阿卜杜勒·阿齐兹王子视觉障碍计划

在为残障人士提供支持服务的过程中，默罕默德·本·法赫德王子注意到，视力受损的人即便拥有出色的潜能，且尽管大多数还拥有强大的心理抗压能力，仍然会遭遇许多不利的处境。
为此，王子殿下发起了一项计划，针对该类型的残障人士建立了一个专门的高等教育机构，称为“苏尔坦·本·阿卜杜勒·阿齐兹王子视障教育学院”。该学院旨在提供理想的环境，帮助视力受损的人们克服困难，融入社会，实现人生理想。
- 社会康复委员会

该委员会旨在为需要帮助和支持的人们提供康复服务和就业机会，帮助他们积极面对生活。该委员会致力于促使遭遇各种问题的人们尽快康复，例如戒瘾，并对他们进行后续跟进，帮助他们融入社会。
- 获释囚犯、康复中心解脱青年和戒瘾青年孵化中心

每年有大量囚犯和年轻人从监狱和康复中心被释放出来，也有很多年轻人在医院接受戒瘾治疗后成功出院。这些年轻人常常发现自己无法融入社会，无法开始积极工作的全新人生。 “默罕默德·本·法赫德王子人文发展基金”注意到这一人群的需要，帮助他们融入社会，运用自己的能力实现理想。
孵化中心为人们提供了提供一切可能帮助的渠道。最重要的帮助是培训和就业机会，另外还为那些希望自己创业的人们提供小规模项目启动支持，帮助他们获得资金支持，为他们提供管理和技术支持，确保他们的小规模项目顺利过渡到成功执行和发展阶段。
- "Roya" 社团

该社团支持视觉障碍人群勇敢走入社会，积极为国家提供有效服务。

## 人文项目
- "SHIFAA" 基金

“默罕默德·本·法赫德王子人文发展基金”在全国范围内建立了SHIFAA基金，其使命是支持人文发展各个领域，实现其目标。 该基金的目的是为那些无法得到改善治疗的病人提供治疗，为病人和有特殊需求的人群提供部分医疗设备。该基金每年都会获得预算。
- 改善穷人住所项目

改善穷人住所，为他们提供舒适、体面的居住环境。

- 支持贫困家庭的总体关怀项目

该项目面向贫困家庭，支持所有贫困家庭的人实现人生理想。

## 奖金计划
默罕默德·本·法赫德王子设置了多个奖金计划，支持各个领域的创新和卓越成就。其中包括：
- 默罕默德·本·法赫德王子慈善工作服务奖

该项奖金计划旨在鼓励慈善行为，支持在沙特阿拉伯王国东部省开展与慈善有关的调查研究。
- 默罕默德·本·法赫德王子阿拉伯国家最佳慈善表现

默罕默德·本·法赫德王子人文发展基金会与阿拉伯国家联盟下的阿拉伯行政发展组织联合设立了该奖金计划。 该奖金计划旨在利用阿拉伯世界中的慈善和人文社会机遇，实现优秀表现，在这些机构和团体中弘扬优秀文化。该奖金计划设置了一些奖金条件，机构和团体应尽力运用这些条件，使其符合奖金资格。
该奖金计划还致力于促使阿拉伯世界中的慈善机构更进一步地努力实现卓越的组织绩效，利用优秀创新实践，持续改善对终端用户提供的人文服务，鼓励公平竞争，对照基于科学依据制定的标准对机构进行审批并给予奖赏。 
- 默罕默德·本·法赫德王子政府绩效卓越奖

该奖金计划旨在督促东部省政府机构通过有效、创新的领导为受益人提供更优质的服务，这依赖于制定前期计划，以达成目标、极力开发资源和流程、简化行政流程、运用信息技术实现卓越绩效。
- 默罕默德·本·法赫德·本·阿卜杜勒·阿齐兹王子科学卓越奖

该奖金计划旨在鼓励学生在科学领域和各个层面做出出色成绩。该奖金计划还旨在鼓励学习参加诚实竞争，在整个教育体系中弘扬竞争精神。
- 默罕默德·本·法赫德·本·阿卜杜勒·阿齐兹王子宣教组织和清真寺服务奖

该奖项旨在促进宣教组织和清真寺在传播美德和正面价值观方面所发挥的作用，支持不遗余力地防止社会中滋生错误观念和行为，促进社会与宣教组织和清真寺之间的互动交流。
- 默罕默德·本·法赫德·本·阿卜杜勒·阿齐兹王子残障人士就业计划

该奖金计划旨在鼓励私营企业建立制度，为有特殊需求的人们提供就业资格和就业机会。

## 默罕默德·本·法赫德王子大学
默罕默德·本·法赫德·本·阿卜杜勒·阿齐兹王子提出了创建大学的想法，其构想是建设一个一流的学术机构，运用最先进的教育方法，提供卓越的教育。他在沙特阿拉伯王国东部省的阿尔库巴市半月湾捐赠了一块土地，为创建大学奠定了基础。他还捐赠了另一块土地，用于创建该大学最新设立的工程学院。王子殿下希望将这所大学打造成符合国际标准和当代需求的沙特大学，为学生提供满足需求的卓越教育。
从构思到落成，默罕默德·本·法赫德王子一直为该大学的建设提供支持和指导，直到2006年正式启动教学。王子殿下还担任该大学的董事会主席，一直跟进大学的运营情况并提供指导。 

## 默罕默德·本·法赫德王子之死
默罕默德·本·法赫德·本·阿卜杜勒·阿齐兹王子于当地时间2025年1月28日逝世。